# Dani Patarra
Dani Patarra (São Paulo, 28 de agosto de 1963) es una periodista, guionista, y actriz brasileña.
Ha escrito los largometrajes Proibido Proibir de 2006, Batismo de Sangue de 2007, y Não se pode viver sem amor de 2010, en coautoría con Jorge Duran, por el cual fue premiada con el "kikito" al mejor guion en el Festival de Gramado. También colaboró en los guiones de la novela Água na Boca de Band.
Se formó en la Universidad de São Paulo, exactamente en la Escuela de Comunicaciones y Artes de la Universidad de São Paulo (acrónimo en portugués: ECA-USP) en artes escénicas. Y posee un doctorado en cine por la misma escuela de altos estudios. Además actuó como actriz en los filmes "Nasce uma Mulher" de Roberto Santos, "Un Hombre de Éxito" de Humberto Solás, y "Beijo 2348/72" de Walter Rogério.
Desarrolla actividades académicas como profesora en la Facultad de Artes de Paraná Archivado el 24 de febrero de 2018 en Wayback Machine., de la Universidad Estadual de Paraná